# Davit Kezerasjvili
Davit Kezarasjvili (Georgisch: დავით კეზერაშვილი) (Tbilisi, 22 september 1978) is een Joods-Georgisch ondernemer en voormalig politicus. Hij was minister van Defensie van Georgië tijdens de Russisch-Georgische Oorlog van 2008. Na zijn ontslag ging hij het zakenleven in en vestigde zich in het buitenland.
Kezerasjvili werd door de latere regering van Georgische Droom vervolgd voor verduistering van geld en werd daarvoor in 2021 in absentia veroordeeld tot tien jaar cel. In 2019 begon hij het regeringskritische tv-station Formula-TV.

## Vroege jaren en opleiding
Kezerasjvili werd in een Joods-Georgisch gezin geboren in Tbilisi, in wat destijds nog de Georgische sovjetrepubliek was. Rond het uiteenvallen van de Sovjet-Unie emigreerde hij als tiener eerst naar Rusland en daarna in 1992 naar Israël, wat veel Georgische joden in die periode deden. Niet lang daarna keerde hij terug naar Tbilisi en maakte daar zijn middelbare school in 1995 af. In 199 studeerde hij af aan de faculteit Internationaal Recht en Internationale Betrekkingen van de Staatsuniversiteit van Tbilisi.

## Politieke carrière
In april 2001 begon Kezerasjvili aan zijn beroepscarrière bij de Georgische overheid. Hij kwam in dienst van de afdeling Gevangenissen en Penitentiaire Inrichtingen van het ministerie van Justitie toen Micheil Saakasjvili minister van Justitie was. In september 2001 werd hij hoofd van de afdeling Informatie en Analyse van het ministerie. Van 2002 tot 2004 was Kezelasjvili assistent van Saakasjvili, die in deze periode voorzitter van de gemeenteraad van Tbilisi was. Hij raakte via Saakasjvili betrokken bij de Verenigde Nationale Beweging en stond voor die partij op de kieslijst in de parlementsverkiezingen van 2003.
Na de Rozenrevolutie van 2003 en het presidentschap van Saakasjvili werd Kezerasjvili adviseur van de minister van Financiën. In maart 2004 werd hij leider van de financiële politie, dat toen opgericht was. Hij vervulde deze rol tot november 2006 toen hij tot minister van Defensie werd benoemd. Vier maanden na de Russisch-Georgische Oorlog van 2008 werd hij tijdens een grote kabinetswisseling ontslagen als minister.

## Zakelijke carrière en vervolging
Na zijn ontslag als minister stapte hij het zakenleven in en bleef jaren uit de publieke aandacht. In 2019 richtte hij het tv-kanaal Formula TV op, dat een kritische en activistische houding had tegenover de regering van Georgische Droom. Kezelasjvili werd er later van beschuldigd kort na zijn ontslag als minister miljoenen te hebben weggesluisd naar brievenbusfirma's. Hij was een van de eerste oud-bestuurders uit de regering-Saaksjvili die na de machtsovername door Georgische Droom onder de loep werd genomen voor corruptie en machtsmisbruik. Kezelasjvili had zich toen inmiddels in het buitenland gevestigd, eerst in Frankrijk, daarna in het Verenigd Koninkrijk. Pogingen om hem uitgeleverd te krijgen mislukten.
In eerste instantie werd Kezelasjvili in 2017 vrijgesproken van verduistering van vijf miljoen euro tijdens zijn ministerschap, maar het Georgische hooggerechtshof draaide dit in 2021 terug. Hij werd vervolgens alsnog in absentia veroordeeld tot tien jaar cel. In 2023 werd Kezerasjvili door de BBC genoemd als de spil van een wereldwijd oplichtingsnetwerk, dat veel kwetsbare mensen voor in totaal een miljard dollar zou hebben opgelicht door valse aandelen- en investeringen in cryptogeld te verkopen.